# La Maison interdite
La Maison interdite (titre original : The Bad Place) est un roman d'épouvante américain de Dean Ray Koontz.

## Résumé
En chaque homme se cache un démon plus étrange que ceux de l'enfer.
Frank Pollard a tout oublié de sa vie. Son passé est un trou noir. Il a sur lui plusieurs jeux de papiers d'identité, mais ignore quel peut bien être son véritable nom.
Tout ce qu'il sait c'est qu'il se réveille régulièrement le matin, couvert de sang, avec un sac bourré de dollars à ses côtés, sans avoir la moindre idée de l'endroit où il a passé la nuit. Et qu'il a peur, peur de dormir, peur de l'endroit où il se rendra lors de sa prochaine crise de somnambulisme, peur de ce qu'il pourrait y faire...
Auteur de « La porte sur l'hiver », « Le masque de l'oubli » et « La nuit des cafards », Dean Ray KOONTZ écrit depuis l'âge de vingt ans. Numéro un sur les listes de best-sellers aux États-Unis.

## Distribution
Ce livre est paru aux éditions Pocket.